# Kōhei Miyauchi
Kōhei Miyauchi, pseudonimo di Takayuki Miyauchi (Kagoshima, 4 agosto 1929 – Tokyo, 2 giugno 1995), è stato un doppiatore giapponese affiliato a Aoni Production.

## Doppiaggio (parziale)

### Serie televisive anime
- Hossein in Fantaman (1967)
- Padre di Eliza in Le fiabe di Andersen (1971)
- Nonno di Heidi in Heidi (1974)
- Imperatore in Il Tulipano Nero - La Stella della Senna (1975)
- Rosenbaum in Nils Holgersson (1980)
- Dio in Dr. Slump (1981)
- Vari in Ken il guerriero (1984)
- Maestro Muten in Dragon Ball,Dragon Ball Z (1986-1989)
- Ender in Principessa dai capelli blu (1986)
- Sacerdote di Manpukuji in Ranma ½ (1989)
- Chang Ang in Magic Knight Rayearth (1994)

### Film
- Michael Bates in Patton, generale d'acciaio (1970)
- Hugh Burden in Funerale a Berlino (doppiaggio 1972)
- Gary Merrill in L'isola misteriosa (doppiaggio 1975)
- Lee Strasberg in Cassandra Crossing (doppiaggio 1976)
- Lee Strasberg in Il padrino - Parte II (doppiaggio 1980)
- Micheal Sheard in L'Impero colpisce ancora (doppiaggio 1980)
- Arthur O'Connell in L'avventura del Poseidon (doppiaggio 1983)
- Josef Sommer in Uno strano caso' (1989)
- Robert Prosky in Gremlins 2 - La nuova stirpe (1990)
- Syd Heylen in Interceptor - Il guerriero della strada (doppiaggio 1991)
- Eddie Bracken in Mamma, ho riperso l'aereo: mi sono smarrito a New York (1992)

### Film d'animazione
- Gol in Nausicaä della Valle del vento (1984)

### Videogiochi
- Victor Jurgens in Policenauts (1995)
- Maestro Muten in Dragon Ball Z: Ultimate Battle 22 (1995)